# Заводчиков, Леонид Васильевич
Заводчиков, Леонид Васильевич (5 июля 1933, село Кирсановка Тоцкого района Оренбургской области - 24 января 2006, Тула) — советский и российский горняк, кандидат технических наук, организатор производства, генеральный директор ПО "Тулауголь". Народный депутат РФ (1990—1993).

## Биография
Леонид Васильевич Заводчиков родился в селе Кирсановка Тоцкого района Оренбургской области. После окончания Московского горного института (сейчас - один из институтов НИТУ "МИСиС"), начал свою трудовую деятельность помощником начальника участка шахты №10 треста «Щекиноуголь» комбината «Тулауголь». 
Всю свою жизнь он был связан с этим комбинатом, пройдя все ступени от горного инженера до генерального директора укрупненного Тульского производственного объединения по добыче угля. Л.В. Заводчиков 18 лет возглавлял самое крупное производственное объединение в Тульской области — «Тулауголь», численность которого после объединения с ПО «Новомосковскуголь» составляла 62 тысячи человек.
Кандидат технических наук, диссертацию на тему "Определение параметров крепи и упрочнения неустойчивых боковых пород, обеспечивающих устойчивость повторно используемых выработок" защитил в 1984 г.
В 1990 году был избран народным депутатом Российской Федерации. Входил в состав фракции "Отчизна" и депутатской группы Федерации независимых профсоюзов России.
В 1995 г. был избран действительным членом Академии горных наук, а с 1996 г. работал Президентом Тульского регионального отделения Академии горных наук. На этом посту скоропостижно скончался на рабочем месте.

## Признание
Вклад Л.В. Заводчикова в развитие угольной промышленности высоко отмечен многими государственными и ведомственными наградами: орденами Трудового Красного Знамени и Дружбы народов, знаком «Шахтерская Слава» всех трех степеней и др. В 2002 г. указом Президента России он был награжден Орденом Почёта.
Заслуженный шахтёр Российской Федерации, Почётный работник угольной промышленности.
Почётный гражданин г. Донской (1993 г.).